# Joaquim Nabuco
Joaquim Aurélio Barreto Nabuco de Araújo (Recife, 19 de agosto de 1849 – Washington, 17 de janeiro de 1910) foi um político, diplomata, historiador, jurista, orador e jornalista brasileiro formado pela Faculdade de Direito do Recife. Foi um dos fundadores da Academia Brasileira de Letras. Na data de seu nascimento, 19 de agosto, comemora-se o Dia Nacional do Historiador.
Foi um dos grandes diplomatas do Império do Brasil (1822-1889), além de orador, poeta e memorialista. Além de O Abolicionismo, Minha Formação figura como uma importante obra de memórias, onde se percebe o paradoxo de quem foi educado por uma família escravocrata, mas optou pela luta em favor dos escravos. Nabuco diz sentir "saudade do escravo" pela generosidade deles, num contraponto ao egoísmo do senhor. "A escravidão permanecerá por muito tempo como a característica nacional do Brasil", sentenciou.
| “ | O verdadeiro patriotismo é o que concilia a pátria com a humanidade. | ” |

## Biografia

### Nascimento
Nascido no Recife, Joaquim Nabuco era o quarto filho de Ana Benigna de Sá Barreto Nabuco de Araújo (sobrinha de Francisco Pais Barreto, marquês do Recife) com o jurista e político baiano José Tomás Nabuco de Araújo Filho, juiz dos rebeldes da Revolução Praieira. Sua família descendia de aristocratas portugueses e cristãos-novos que haviam se estabelecido no Brasil séculos antes. Joaquim Nabuco era neto do senador José Tomás Nabuco de Araújo e sobrinho-bisneto de José Joaquim Nabuco de Araújo, 1.º barão de Itapuã. Seu pai era primo-irmão de Pedro Leopoldo de Araújo Nabuco, 2.° barão de Itabaiana. Seu nome foi escolhido em homenagem a São Joaquim, pois sua mãe o deu à luz no dia em que a Igreja Católica celebra a festa do santo. Sendo batizado em dezembro do mesmo ano, seu pai partindo para a corte imperial com o resto de sua família no mesmo dia, sendo deixado nos cuidados de sua madrinha Ana Rosa Falcão de Carvalho no engenho Massangana. 

### Infância

Retrato juvenil.

Durante o começo de sua infância no Engenho Massangana, ele começou seus estudos, educação religiosa e teve os primeiros contatos com a escravidão. Em 1852, seus pais voltaram para cuidar dele, porém devido a insistência da madrinha continuou morando com ela até a morte dela em 1857. Ele foi profundamente influenciado pela religiosidade de sua madrinha e pelos escravos do engenho, mais tarde declarando que "meus moldes de ideias e de sentimentos datam quase todos dessa época".

### Período acadêmico
Após a morte da madrinha foi morar com seus pais no Rio de Janeiro, onde teve seu primeiro contato com o mundo político. Em 1859, conheceu Joaquim José Hermann de Tautphoeus, barão de Tautphoeus, que o influenciou por toda sua vida. Foi matriculado inicialmente no Colégio de Friburgo, mas em seguida foi transferido para o Colégio Pedro II, onde começou sua formação política e literária. Nessa época, seu pai havia mudado do Partido Conservador para o Partido Liberal e havia boatos que havia sido nomeado para fazer parte do Gabinete do Império do Brasil e Nabuco guardou o dia que ouviu isso como um dos mais significantes da sua infância. Depois, tornou-se bacharel em Letras no ano de 1865. Ainda nessa época ele começou a trocar cartas com um amigo que teria até perto do fim de sua vida, Machado de Assis.
Depois, em 1866, começou seus estudos em Direito na Faculdade de Direito de São Paulo, sendo colega dos futuros presidentes Rodrigues Alves e Afonso Pena, além do poeta Castro Alves e do jurista Ruy Barbosa com quem teria uma longa amizade, também escrevendo seu primeiro jornal na época, especificamente para atacar o então Presidente do Conselho de Ministros Zacarias de Góis. Em 1869 voltou para o Recife, onde completaria o curso de direto, nesse ano defendendo sozinho o escravo Tomás que havia sido condenado à morte pelo assassinato do seu dono e, após ter sido preso por causa disso, ter matado o guarda. Nabuco fez uma defesa eloquente conseguindo reduzir a pena para a prisão perpétua e escreve o livro "A Escravidão" que, embora só tenha sido publicado postumamente, começa sua longa carreira literária contra a escravidão.
Formou-se em ciências sociais e jurídicas em 1870, recebendo o diploma no dia 28 de fevereiro, depois, em 1871 mudou-se para Rio de Janeiro e juntou se com o jornal liberal "A Reforma", fazendo defesas da monarquia e do abolicionismo. Na Questão religiosa, Nabuco ficou no lado dos maçons e durante seu tempo escrevendo no jornal ele ficou cada vez mais averso à Igreja Católica, chegando a defender uma Igreja nacional independente, como Diogo Feijó defendia, e fazendo artigos se opondo à "teocracia, invasão ultramontana, conquista jesuíta!".

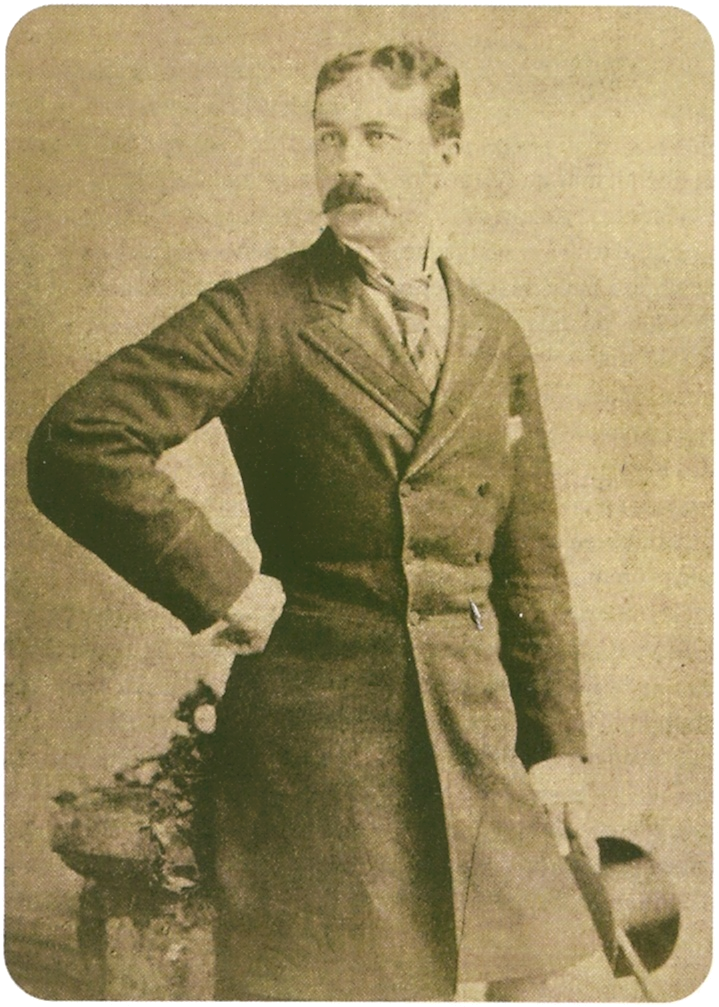
Joaquim Nabuco em 1878, aos 29 anos.

Nabuco, devido à influência do autor francês Ernesto Renan, abandonou a ortodoxia da Igreja Católica. Ainda acreditava em Deus e na visão renaniana de Jesus, ou seja, como um grande mestre intelectual, mas não como Deus e nem no filho de Deus, como a Igreja Católica acredita.

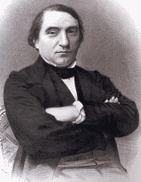
Ernesto Renan, uma grande influência do Nabuco na sua juventude.

Nessa época, 1872, também escreveu um livro em homenagem ao Ernesto Renan, "Le Droit du Meurtre” e outro em homenagem a Camões, "Camões e os Lusíadas”.

### Juventude
Depois, voltou a Recife, para revisitar sua casa e receber sua parte da herança de sua madrinha, recursos que o permitiram viajar pela Europa, chegando a visitar França, Inglaterra, Suíça e Itália. Conheceu famosas figuras como Ernest Renan, Hippolyte Taine, George Sand, Adolphe Thiers, Barthélemi de Saint-Hillaire, e até teve uma audiência privada com o Papa Pio IX, além de ter acompanhado alguns eventos históricos como a condenação por alta traição de Baizane, general francês, e a quase restauração da monarquia com Conde de Chambord como o Rei, chegando a referir-se ao Conde como "a mais nobre figura da Europa" na época.
Voltou ao Brasil a pedido do próprio Imperador para fazer palestras sobre a Europa e publicou o livro "Amour et Dieu".
Na juventude, Nabuco manteve um relacionamento amoroso durante 14 anos com a investidora financeira e filantropa Eufrásia Teixeira Leite, detentora de uma das maiores fortunas do mundo à época. Eufrásia e sua irmã, Francisca Bernardina Teixeira Leite (1845-1899) herdaram, após a morte dos pais, em 1872. No ano seguinte, as duas jovens decidiram morar em Paris. O romance com Nabuco teve início durante a viagem de navio para a Europa, em 1873, e duraria até 1887, quando Eufrásia remeteu sua última carta a Joaquim Nabuco. Dois anos depois, aos 38 anos, ele se casaria com Evelina Torres Soares Ribeiro. Eufrásia jamais se casou.
Nabuco e Evelina se casaram na cidade do Rio de Janeiro, em 1889. Ela era filha de José Antônio Soares Ribeiro, barão de Inoã, sobrinha de Maria Emília Torres Tovar de Lemos, condessa de Tovar, de Cândido José Rodrigues Torres, visconde de Torres, neta de Cândido José Rodrigues Torres, barão de Itambi, e sobrinha-neta de Joaquim José Rodrigues Torres, visconde de Itaboraí. Dessa união nasceram: Maurício, que foi diplomata e, como o pai, embaixador do Brasil nos Estados Unidos; Joaquim, que foi sacerdote da Igreja Católica, chegando a ser monsenhor e protonotário papal; Carolina, escritora de renome; Mariana e José Tomás, este casado com Maria do Carmo Alvim de Melo Franco Nabuco, filha de Afrânio de Melo Franco, primeiro Ministro das Relações Exteriores do governo de Getúlio Vargas; irmã do jurista, historiador, parlamentar, membro da Academia Brasileira de Letras e Ministro das Relações Exteriores Afonso Arinos de Melo Franco, e neta de Cesário Alvim.

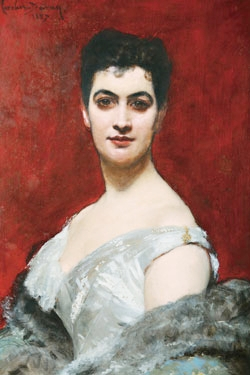
Eufrásia Teixeira Leite em 1880, aos 30 anos.

### Entrada na política e diplomacia
Joaquim Nabuco se opôs de maneira veemente à escravidão, contra a qual lutou tanto por meio de suas atividades políticas e quanto de seus escritos. Fez campanha contra a escravidão na Câmara dos Deputados em 1878 (não foi reeleito em 1882), e em legislaturas posteriores, quando liderou a bancada abolicionista naquela Casa, e fundou a Sociedade Antiescravidão Brasileira, sendo responsável, em grande parte, pela abolição da escravidão no Brasil, em 1888.
Após a derrubada da monarquia brasileira, Nabuco retirou-se da vida pública por algum tempo.
Mais tarde serviria como embaixador nos Estados Unidos (1905-1910), onde se tornou um grande propagador dos Lusíadas de Camões, tendo pronunciado três conferências, em inglês, sobre o poema: The Place of Camões in Literature, Camões: the lyric Poet, e The Lusiads as the Epic of Love, mais tarde traduzidas para o português por Artur Bomilcar.
Em 1908 recebeu o grau de doutor honoris causa em Letras pela Universidade Yale, tendo sido convidado a pronunciar o discurso oficial de encerramento do ano letivo, no dia da colação de grau da Universidade de Chicago, e também a um discurso na Universidade de Wisconsin.
Passou muitos anos tanto na Inglaterra quanto na França, onde foi um forte proponente do pan-americanismo, presidindo a III Conferência Pan-americana, realizada no Rio de Janeiro em 1906.
Nabuco foi um dos fundadores da Academia Brasileira de Letras, tomando assento na cadeira que tem por patrono Maciel Monteiro. Entre os imortais, manteve uma grande amizade com o escritor Machado de Assis, que mantinha até mesmo um retrato de Nabuco pendurado na parede de sua residência, e com quem costumava trocar correspondências, que acabaram publicadas.

### Morte
Nabuco padecia de uma doença hematológica conhecida como Policitemia vera, que lhe causaria a morte. Morreu aos 60 anos de idade em Washington, Estados Unidos, sendo sepultado no Cemitério de Santo Amaro na sua cidade natal no Recife.

## Concepções políticas
Segundo o cientista político Vamireh Chacon, Nabuco defendia um liberalismo social próprio que mesclava diversas concepções: "A filosofia política nabuqueana, em seu pensamento social e não só político e institucional, veio do liberalismo neo-girondino da juventude ao socialismo agrário de Henry George, passando pelo socialista quarante-huitard Louis Blanc e o liberalismo social neo-whig de Gladstone. Liberdade e igualdade mais a solidariedade do cristianismo social e liberal do seu tempo". Nisso, após a abolição da escravatura, ele propunha uma socialização de terras defendendo a doutrina do georgismo, da qual afirmou: "esse novo Evangelho da Democracia socialista anglo-saxônica".

### Abolição da escravatura
Nabuco era um monarquista e conciliava essa posição política com sua postura abolicionista. Atribuía à escravidão a responsabilidade por grande parte dos problemas enfrentados pela sociedade brasileira, defendendo, assim, que o trabalho servil fosse suprimido antes de qualquer mudança no âmbito político.

A abolição da escravatura, no entanto, não deveria ser feita de maneira ruptúrica, ou violenta, mas assentada numa consciência nacional dos benefícios que tal resultaria à sociedade brasileira.

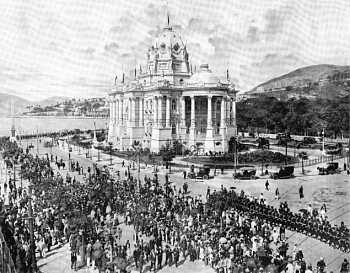
Procissão fúnebre de Joaquim Nabuco em frente ao Palácio Monroe, no Rio de Janeiro, em 1910.

Também não creditava a movimentos civis externos ao parlamento o papel de conduzir a abolição. Esta só poderia se dar no parlamento, no seu entender. Fora desse âmbito cabia somente assentar valores humanitários que fundamentariam a abolição quando instaurada.

### Liberdade religiosa

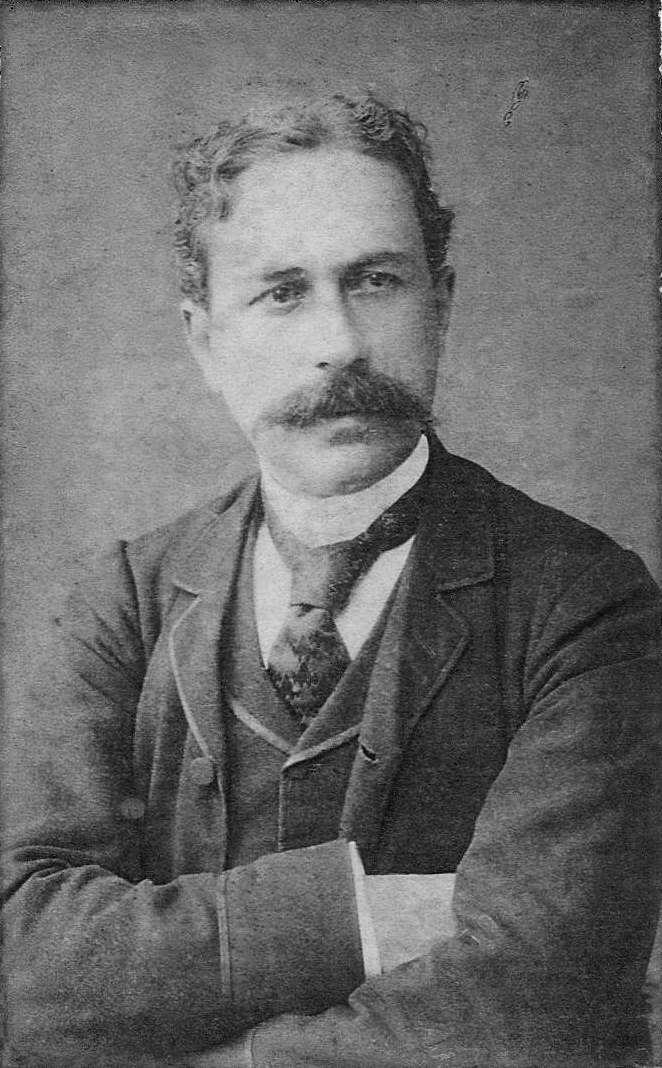
Joaquim Nabuco, bacharel em 1870, embaixador, abolicionista e escritor.

Há de se fazer distinção entre o período anterior e posterior à conversão de fato de Nabuco ao catolicismo. Assim sendo, Nabuco mudou radicalmente o seu discurso a respeito da relação do Estado à época com a Igreja Católica, discurso este que antes era movido a críticas à Igreja Católica e que posteriormente renuncia a tudo que escrevera contra a religião, alegando a sua própria incompreensão naquele momento.

#### Discurso anterior à conversão de fato ao catolicismo:
Nabuco, ao lado de Ruy Barbosa, assumiu posição de destaque na luta pela liberdade religiosa no Brasil que, na época, tinha a religião católica como oficial, constituindo-se em um Estado confessional. Assim como Ruy Barbosa, Nabuco defendia a separação entre Estado e Religião, bem como a laicidade do ensino público.
Em um discurso proferido em 15 de maio de 1879 que abrangia tanto o tema da educação pública, quanto o da separação entre Estado e Religião, a um aparte de vários deputados, responde:

Eu desejava concordar com os nobres deputados, em que se deveria deixar a liberdade a todas as seitas; mas, enquanto a Igreja Católica estiver, diante das outras seitas, em uma situação privilegiada (…), os nobres deputados hão de admitir que (…) ela vai fazer ao próprio Estado, de cuja proteção se prevalece, uma concorrência poderosa no terreno verdadeiramente leigo e nacional do ensino superior. Se os nobres deputados querem conceder maiores franquezas, novos forais à Igreja Católica, então separem-na do Estado.

Prossegue: "É a Igreja Católica que em toda a parte pede a liberdade do ensino superior. Essa liberdade não foi pedida em França pelos liberais; mas pela Igreja. (…) E porque reconheça que o ensino deva ser livre? Não. Aí está o Syllabus que fulmina de excomunhão quem o sustentar". O que ela pretenderia é "a partilha do monopólio para, quando achar-se senhora exclusiva (…), fechar a porta à liberdade e à ciência."
Em um trecho memorável, expressa:
"A Igreja Católica foi grande no passado, quando era o cristianismo; quando nascia no meio de uma sociedade corrompida, quando tinha como esperança a conversão dos bárbaros, que se agitavam às portas do Império minado pelo egoísmo, corrompido pelo cesarismo, moralmente degradado pela escravidão. A Igreja Católica foi grande quando tinha que esconder-se nas catacumbas, quando era perseguida. Mas, desde que Constantino dividiu com ela o império do mundo, desde que de perseguida ela passou a sentar-se no trono e a vestir a púrpura dos césares, desde que, ao contrário das palavras do seu divino fundador, que disse: — O meu reino não é deste mundo, — ela não teve outra religião senão a política, outra ambição senão o governo, a Igreja tem sido a mais constante perseguidora do espírito de liberdade, a dominadora das consciências, até que se tornou inimiga irreconciliável da expansão científica e da liberdade intelectual do nosso século!"
E o orador termina com assegurar que não é inimigo do catolicismo-religião, e sim do "catolicismo-política":
"Não sou inimigo da Igreja Católica. Basta ter ela favorecido a expansão das artes, ter sido o fator que foi na história, ser a Igreja da grande maioria dos brasileiros e da nossa raça, para não me constituir em seu adversário. Quando o catolicismo se refugia na alma de cada um, eu o respeito; é uma religião da consciência, é um grande sentimento da humanidade. Mas do que sou inimigo é desse catolicismo político, desse catolicismo que se alia a todos os governos absolutos, é desse catolicismo que em toda a parte dá combate à civilização e quer fazê-la retroceder".

#### Discurso posterior à conversão de fato ao catolicismo:
Essa postura mudará radicalmente após sua conversão ao catolicismo, fartamente comentada em sua autobiografia, na qual Nabuco não apenas enfatiza sua reconversão ao catolicismo, como renega seu passado distante da Igreja:
"Do que preciso fazer renúncia, em favor das traças que o consumiram, é de tudo o que nesses opúsculos escrevi em espírito de antagonismo à religião, com a mais soberba incompreensão de seu papel e da necessidade, superior a qualquer outra, de aumentar a sua influência, a sua ação formativa, reparadora, em todo o caso, consoladora, em nossa vida pública e em nossos costumes nacionais, no fundo transmissível da sociedade."

### Interpretação dinâmica da Constituição

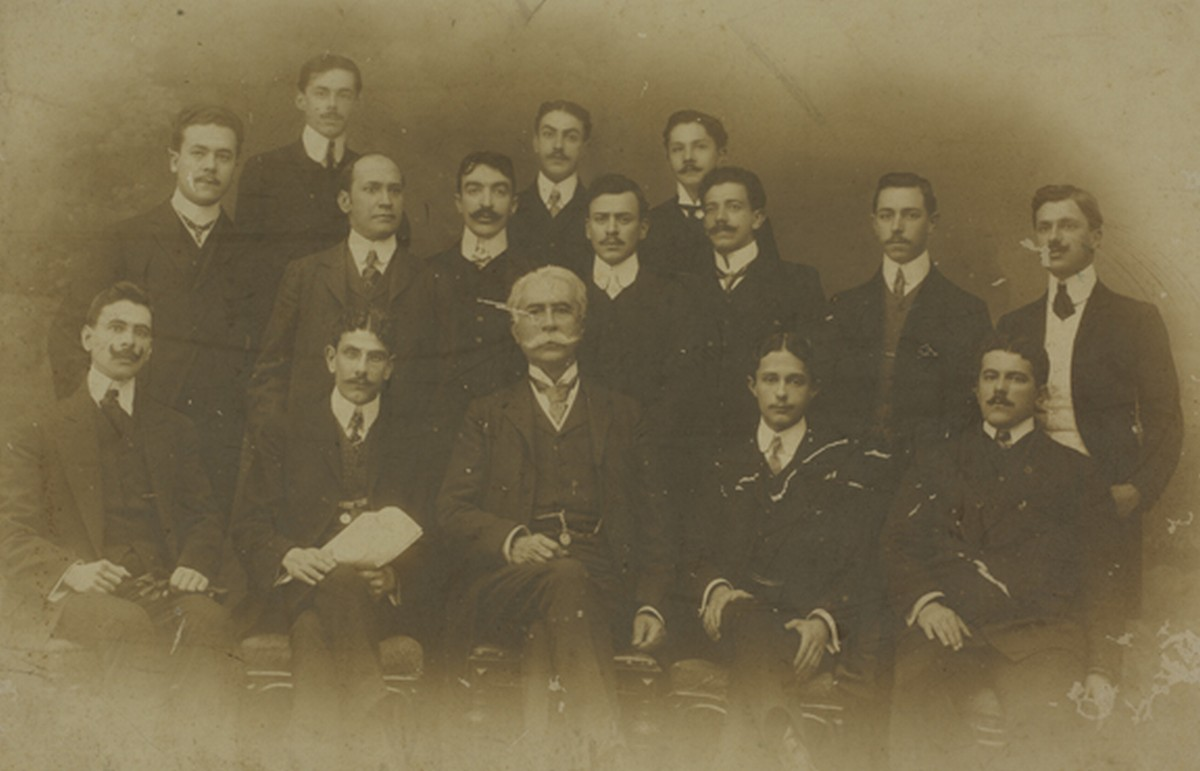
Nabuco, no meio, entre membros da diretoria do Centro Acadêmico XI de Agosto da Faculdade de Direito do Largo de São Francisco (FDUSP), que dirigiu.

Em discurso pronunciado em 29 de abril de 1879 sobre a então debatida Reforma Constitucional, Nabuco expressou a sua visão dinâmica sobre a interpretação constitucional, algo extremamente avançado para a época, e que ainda nos dias de hoje provoca debates, nos seguintes termos:

…nossa constituição não é imagem dessas catedrais góticas edificadas a muito custo e que representam no meio da nossa civilização adiantada, no meio da atividade febril do nosso tempo, épocas de passividade e de inação; a nossa constituição é pelo contrário de formação natural, é uma dessas formações como a do solo onde camadas sucessivas se depositam; onde a vida penetra por toda a parte, sujeita ao eterno movimento, e onde os erros que passam ficam sepultados sob as verdades que nascem.
Após manifestações de outros deputados, prossegue:

…nossa constituição não é uma barreira levantada no nosso caminho, não são as tábuas da lei recebidas dos legislador divino e nas quais não se pode tocar porque estão protegidas pelos raios e trovões…  Não, senhores.
Após novos apartes de outros deputados, prossegue:

…nossa constituição é um grande maquinismo liberal, e um mecanismo servido de todos os órgãos de locomoção e de progresso, é um organismo vivo que caminha, e adapta-se às funções diversas que em cada época tem necessariamente que produzir.
Nabuco, membro do Partido Liberal, conclui:
Senhores, era o partido conservador que devia tomar as dores pela constituição e desejar que ela fosse o monumento de uma língua morta, uma espécie de Talmude, cujos artigos pudessem ser opostos uns aos outros pelos intérpretes oficiais.

## Publicações
- Camões e os Lusíadas (1872)
- L’Amour est Dieu – poesias líricas (1874)
- O Abolicionismo (1883)
- Campanha abolicionista no Recife - 1885
- O erro do Imperador – história (1886)
- Escravos – poesia (1886)
- Por que continuo a ser monarquista (1890)
- Balmaceda - biografia (1895)
- O dever dos monarquistas (1895)
- A intervenção estrangeira durante a revolta - história diplomática (1896)
- Um estadista do Império - biografia, 3 tomos (1897-1899)
- Minha formação - memórias (1900)
- Escritos e discursos literários (1901)
- Pensées detachées et souvenirs (1906)
- Discursos e conferências nos Estados Unidos - tradução do inglês de Artur Bomilcar (1911)
- Obras completas (14 volumes) organizado por Celso Cunha (1947-1949)

## Legado
Depois da morte, foi homenageado e elogiado por figuras como Fernando Henrique Cardoso, Medeiros e Albuquerque, Bruno Garschagen, Gilberto Freyre, Carolina Nabuco, José Osvaldo de Meira Penna, Cristovam Buarque.
No Brasil, é homenageado em várias cidades com nomes de ruas, avenidas e praças, além da Fundação Joaquim Nabuco no Recife. A lei n.º 11 946, de 15 de junho de 2009, institui o ano de 2010 como Ano Nacional Joaquim Nabuco. Em 2 de junho de 2014, o nome de Joaquim Aurélio Barreto Nabuco de Araújo foi inscrito no Livro dos Heróis da Pátria, pela Lei número 12 988.